# Hydrophis caerulescens
Espèce
Synonymes
- Hydrus caerulescens Shaw, 1802
- Polyodontognathus caerulescens (Shaw, 1802)
- Hydrophis hybrida Schlegel, 1844
- Polyodontognathus caerulescens hybridus (Schlegel, 1844)
- Hydrophis protervus Jan, 1859
- Hydrophis frontalis Jan, 1863
- Hydrophis polydonta Jan, 1863
- Hydrophis caerulescens thai Smith, 1920

Statut de conservation UICN

 LC  : Préoccupation mineure
Hydrophis caerulescens ou Hydrophide azuré est une espèce de serpents de la famille des Elapidae.

## Habit et répartition
Cette espèce marine se rencontre dans le nord de l'océan Indien et l'ouest du océan Pacifique dans les eaux du Pakistan, de l'Inde, de la Birmanie, de la Thaïlande, de la Malaisie, du Viêt Nam, de Chine, de l'Indonésie, du Queensland et de Nouvelle-Calédonie.
On la trouve sur les fonds vaseux ou herbeux jusqu'à 25 m de profondeur et, pendant la mousson, près des estuaires, dans les rochers et les coraux.

## Description
L'hydrophide azuré est un serpent marin venimeux qui mesure de 70 à 80 cm de long. Il est de couleur gris-noir, avec des taches plus claires.
Il mange en particulier des poissons anguilliformes et de petits crustacés.
Il est peu agressif, sauf si on le prend dans sa main, et il y a donc peu de morsure.

## Liste des sous-espèces
Selon The Reptile Database (7 janvier 2013) :
- Hydrophis caerulescens caerulescens (Shaw, 1802)
- Hydrophis caerulescens hybridus Schlegel, 1844

## Taxinomie
Cette espèce a été placée dans le genre monotypique Polyodontognathus son inclusion dans Hydrophis' a été confirmée par Sanders, Lee, Mumpuni, Bertozzi et Rasmussen en 2012.

## Publications originales
- Schlegel, 1844 : Abbildungen neuer oder unvollständig bekannter Amphibien, nach der Natur oder dem Leben entworfen und mit einem erläuternden Texte begleitet. Arne and Co., Düsseldorf, p. 1-141 (texte intégral).
- Shaw, 1802 : General Zoology or Systematic Natural History, vol. 3, part 2 (texte intégral).